# Lucía Waiser
Lucía Waiser Palombo (Santiago, 30 de septiembre de 1940) es una escultora y catedrática chilena que ha incursionado principalmente en el arte figurativo y en cuya obra «el universo femenino ha sido un tema determinante».

## Biografía
Estudió diseño en la Universidad de Chile y posteriormente dibujo en la Foothill College de California; luego cursó una maestría en Teoría e Historia del Arte en la Universidad de Sussex, litografía en el Instituto Politécnico de Brighton y escultura en Stanford, donde fue alumna de Richad Randell; también estudió con Joan Rhine en Berkeley.
Para el crítico de arte Daniel Greve en su obra se aprecia un enfoque «evidentemente femenino, sensual». La temática central de sus esculturas es la mujer a través del uso de «técnicas mixtas, usando diversos materiales, como telas, cintas, acrílicos, etc., que se complementan con dibujos a lápiz o pastel, algunos huecograbados y relieves en papel, o gofrados, que son uno de sus trabajos más difundidos dentro de ésta área».

## Exposiciones y distinciones
Ha participado en varias exposiciones individuales y colectivas durante su carrera, entre ellas en muestras realizadas en el Christie's Contemporary Art en Londres (1982), el Centre Culturel de L'Amérique Latine en París (1983), el Museo de Arte Moderno de Chiloé (1990) y las exposiciones El Arte y la Supervivencia del Planeta (1984) en el Museo Nacional de Historia Natural de Chile, La Tertulia (1986) en el Museo de Arte Moderno de Cali, Tercer Encuentro Arte Industria (1989), El Color del Sur (1992), Grecia: Presencia de la Escultura Clásica (1993), Pintando Juntos (1993), La creación es Arte de Dios (1993), Recrear la Camiceta (1998) y Chile Arte y Cobre (1998) en el Museo Nacional de Bellas Artes de Chile, 50 Años de Escultura Contemporánea Chilena (1996) en el Centro Cultural Estación Mapocho y Esculturas (2002) en el Palacio de La Moneda, entre otras exposiciones en Chile, América Latina y Europa.